# Reserva natural de Scandola
La Reserva Natural de la península de Scandola és una reserva natural (tant marina com terrestres) de Còrsega, també inscrit a la llista del Patrimoni de la Humanitat de la UNESCO des de 1983, és part de les àrees marines protegides de França.